# マルコフチャ
マルコフチャ（高麗語： 마르코프차 / марков-ча）、別称として朝鮮風ニンジン（ロシア語: морковь по-корейски, tr. morkov' po-koreyski）、朝鮮風ニンジンサラダ（ウズベク語: koreyscha sabzili salat / Корейс услубида тайёрланган сабзи）とは、中央アジアで食される辛味のあるニンジンのマリネサラダであり、キムチの一種である。

## 歴史

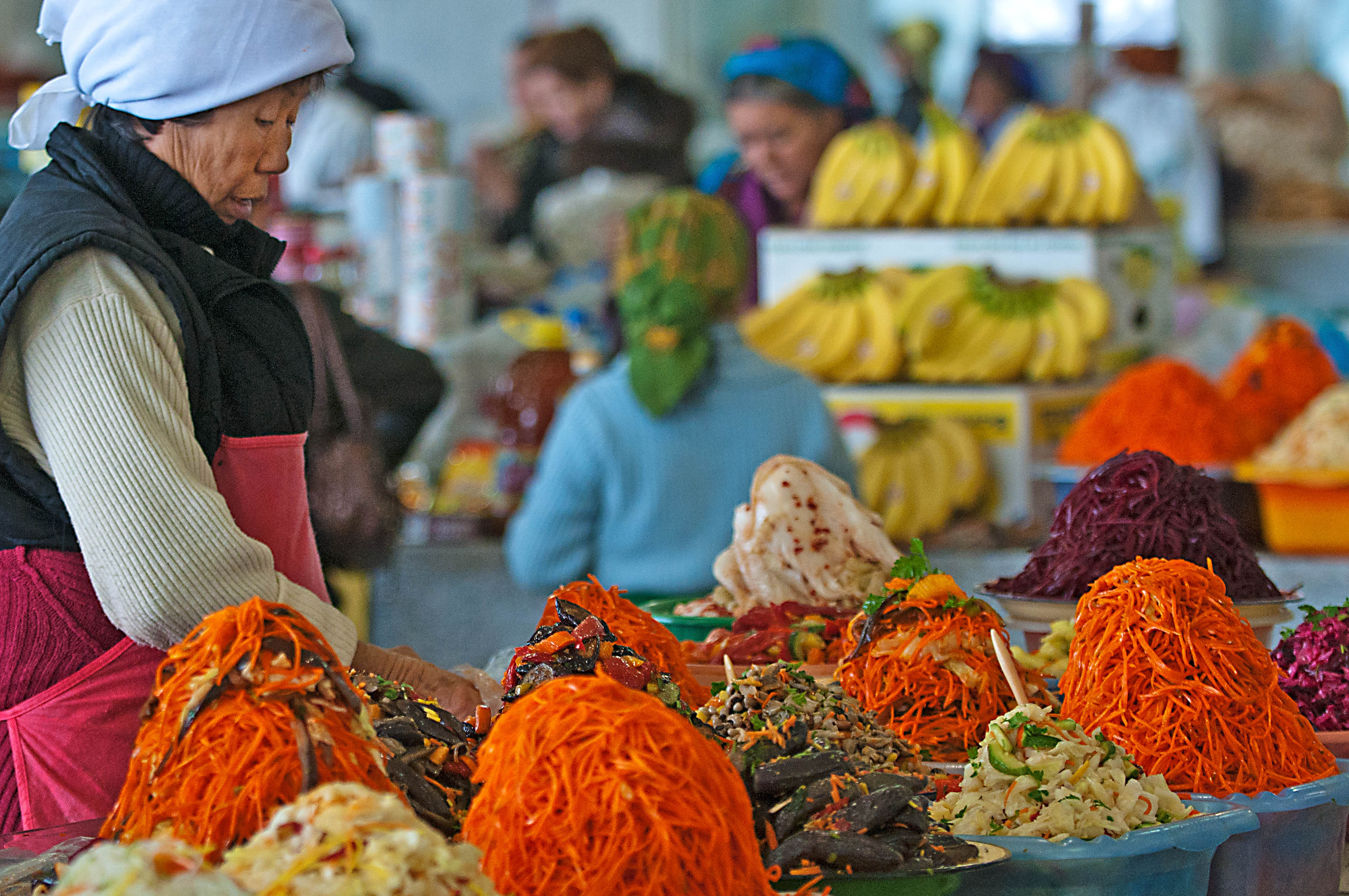
トルクメニスタン・トルクチカバザールで売られているマルコフチャと他のサラダ

高麗人（旧ソ連領に住む朝鮮人）は、伝統的なキムチの主たる材料である白菜を手に入れられなかったため、代用としてこの料理が作り出された。1930年代後半のソ連の政策の影響で中央アジアには高麗人が多く住んでいるが、マルコフチャもロシア語でニンジンを意味する「マルコフ」（露: морковь、morkov'）と、高麗語でサラダ形式のパンチャンを意味する「チャ」（朝: 채、chae / ch'ae）に由来する。マルコフチャは、高麗人が韓国に移住したり（日系南米人などが数世代を経て来日、そのまま日本に定住するのに近い）中央アジア系移民が一般化する近年まで韓国では知られていなかった。しかし、旧ソ連領内の殆どのカフェテリアで出されたり、多くのスーパーマーケットで販売されたり、前菜（ザクースキ）や夕食の副菜、休日のご馳走として食されたりと、旧ソ連構成諸国では受容されている。

## 材料
典型的なマルコフチャに用いられる材料としては、細かく千切りにしたニンジン・にんにく・玉ねぎ・挽いた赤唐辛子・挽いたコリアンダーの種・酢・植物油・塩・コショウが挙げられる。ゴマを用いる場合もある。